# Теймурян, Андраник
Андрани́к «Андо́» Теймуря́н Самара́ни (перс. آندرانيک تيموريان‎; арм. Անդրանիկ "Անդո" Թեյմուրյան Սամարանի; род. 6 марта 1983, Тегеран) — иранский футболист, опорный полузащитник. Младший брат Сержика Теймуряна. Единственный футболист-христианин, выступавший за сборную Ирана.

## Карьера

### В клубах
Андраник начал свою клубную карьеру выступлением за клуб «Огаб» в Лиге Азадеган (так ранее называлась высшая лига первенства Ирана по футболу). Продолжил выступать на родине в клубе «Абумослем». В сезоне 2005/06 игрок провёл 26 встреч и отметился одним мячом.
В конце августа 2006 года подписал двухлетний контракт с клубом английской премьер-лиги «Болтон Уондерерс». Теймурян забил свой первый гол за новый клуб в матче третьего раунда Кубка Англии, в котором «Болтон Уондерерс» одолел «Донкастер Роверс» со счётом 4:0. В матчах премьер-лиги Андранику удался ряд неплохих выходов на замену, после чего он стал любимчиком стадиона «Рибок». А первые его два гола в премьер-лиге принесли ему титул игрока матча в противостоянии с «Уиган Атлетик». В мае 2008 года Теймурян не стал продлевать контракт с «Болтон Уондерерс» и перешёл в «Фулхэм».
12 июня 2008 года Андраник подписал двухлетнее соглашение с «Фулхэмом». Проведя за новый клуб всего один матч, игрок в феврале 2009 года был отдан в аренду «Барнсли». Несмотря на большое желание остаться в «Фулхэме» на 2010 год, клуб расторг контракт с футболистом 1 июля.

### В национальной сборной
Андраник Теймурян играл в сборных Ирана разных возрастов, в том числе и в главной команде. В 2006 году в составе сборной Ирана он отправился на чемпионат мира. То, как выкладывался игрок в каждом поединке турнира, не осталось незамеченным, Андраник был признан одним из лучших игроков национальной сборной, а на родине его встречали как национального героя. Также он играл в 2007 году на кубке Азии и в отборочных матчах к чемпионату мира по футболу 2010 года. В январе 2011 года назначен капитаном национальной сборной.

#### Международные голы
| # | Дата            | Место                                  | Соперник             | Результат | Соревнование                 |
| - | --------------- | -------------------------------------- | -------------------- | --------- | ---------------------------- |
| 1 | 22 февраля 2006 | Стадион «Азади», Тегеран               | Китайский Тайбэй     | 4:0       | Квалификация кубка Азии 2007 |
| 2 | 18 июля 2007    | Стадион Букути Джалил, Куала-Лумпур    | Малайзия             | 2:0       | Кубок Азии по футболу 2007   |
| 3 | 12 августа 2009 | Стадион им. Асима Ферхатовича, Сараево | Босния и Герцеговина | 3:2       | Товарищеский матч            |
| 4 | 18 ноября 2009  | Стадион «Азади», Тегеран               | Македония            | 1:0       | Товарищеский матч            |

### Тренерская карьера
В марте 2023 года получил свой первый тренерский опыт — стал ассистентом Амира Галеноя в штабе сборной Ирана.